# 帕特里奧蒂夫卡
50°43′10″N 34°41′47″E / 50.71944°N 34.69639°E
帕特里奧蒂夫卡（烏克蘭語：Патріотівка）是位於烏克蘭東北部的村莊，由蘇梅州蘇梅區的萊貝丁市鎮負責管轄。該村處於普肖爾河左岸，分別距離舊諾韋6公里和尼濟8公里，海拔高度119米，2001年人口242。